# أندي غريفين
أندي غريفين (9 يناير 1972 في المملكة المتحدة - ) (بالإنجليزية: Andy Griffin)‏ هو لاعب كريكت بريطاني. لعب مع Hertfordshire County Cricket Club ‏.

## وصلات خارجية
- أندي غريفين على موقع إي آس بي آن كريك إنفو (الإنجليزية)